# Eberhard Kinzel

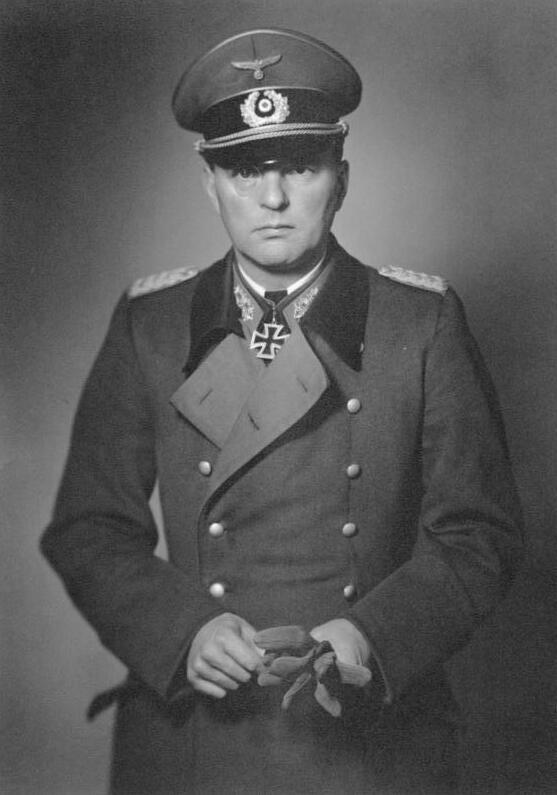
Eberhard Kinzel (1943)

Eberhard Kinzel (* 18. Oktober 1897 in Friedenau bei Berlin; † 25. Juni 1945 bei Idstedt) war ein deutscher General der Infanterie. Er gehörte zu der Delegation unter Generaladmiral von Friedeburg, die am 4. Mai 1945 die Teilkapitulation der Wehrmacht für Nordwestdeutschland, Dänemark und die Niederlande unterschrieb.

## Leben
Kinzel trat nach Beginn des Ersten Weltkriegs am 16. Oktober 1914 als Kriegsfreiwilliger in das Infanterie-Regiment „Graf Tauentzien von Wittenberg“ (3. Brandenburgisches) Nr. 20 ein. Nach seiner Ernennung zum Fähnrich am 8. Mai 1915 setzte man ihn als Führer der Granatwerfer-Abteilung der 6. Infanterie-Division ein. In dieser Funktion wurde er am 22. Mai 1915 an der Westfront verwundet und kehrte nach Lazarettaufenthalt und Gesundung am 12. Juli 1915 zu seinem Regiment zurück. Dort erfolgte am 30. Juli 1915 die Beförderung zum Leutnant. Ab 19. April 1917 war er Kompanieführer und ab 6. August 1917 Ordonnanzoffizier beim Stab des II. Bataillons. In gleicher Funktion diente Kinzel dann ab 3. März 1918 beim Stab des III. Bataillons. Für sein Wirken während des Krieges wurde Kinzel mit beiden Klassen des Eisernen Kreuzes, dem Ritterkreuz des Königlichen Hausordens von Hohenzollern mit Schwertern sowie dem Verwundetenabzeichen in Schwarz ausgezeichnet.
Nach Kriegsende und Demobilisierung schloss er sich am 1. März 1919 dem aus Teilen seines alten Regiments gebildeten Freikorps von Oven an und diente dort ab 1. Oktober 1919 als Adjutant des I. Bataillons. Nach Bildung der vorläufigen Reichswehr entstand daraus das Infanterie-Regiment 91. Kinzel kam am 15. Mai 1920 als Ordonnanzoffizier in den Stab des III. Bataillons des 6. Infanterie-Regiments der Reichswehr und wurde kurze Zeit darauf in gleicher Funktion im Stab des Ersatz-Bataillons des 5. (Preußischen) Infanterie-Regiment verwendet. Ab 1. Januar 1921 war Kinzel dort Offizier in der 14. Kompanie und ab 1. April 1923 Adjutant des Ausbildungs-Bataillons. In dieser Funktion beförderte man ihn am 31. Juli 1925 zum Oberleutnant. Vom 1. Juli bis 15. September 1926 wurde er zum 7. (Bayerisches) Artillerie-Regiment sowie am 1. Oktober 1926 zur Führergehilfenausbildung zum Stab der 2. Division nach Stettin kommandiert. Anschließend kommandierte man ihn am 1. Oktober 1928 zur Kommandantur Berlin, ab 6. Juni 1929 zur Begleitung russischer Offiziere sowie ab 1. Oktober 1929 in das Reichswehrministerium nach Berlin. Ein Jahr später erfolgte seine Versetzung hierher in die Abteilung Fremde Heere T3 des Truppenamtes und am 1. Februar 1932 die Beförderung zum Hauptmann. Vom 1. Oktober 1933 bis 31. März 1936 war Kinzel Gehilfe des Militärattachés an der deutschen Botschaft in Warschau. Als Major (seit 18. Januar 1936) erfolgte am 1. April 1936 seine Versetzung in das Infanterie-Regiment 66 nach Magdeburg. Ein Jahr später wurde Kinzel Ia der 19. Infanterie-Division, und am 5. November 1938 wurde er mit der Wahrnehmung der Geschäfte des Chefs der Abteilung Fremde Heere Ost im Generalstab des Heeres beauftragt. Zeitgleich mit der Beförderung zum Oberstleutnant am 1. März 1939 erfolgte die Ernennung zum Chef der Abteilung.
Deren Leiter blieb er bis 30. April 1942. Am 1. Februar 1941 wurde er zum Oberst befördert. Er war damit der Vorgänger von Reinhard Gehlen. Am 1. Mai 1942 wurde er in die Führerreserve versetzt und war dann vom 23. Mai bis zum 11. November 1942 Generalstabschef des XXIX. Armeekorps, das in dieser Zeit in Südrussland kämpfte. Anschließend erfolgte eine erneute Versetzung in die Führerreserve, am 23. Dezember 1942 die Verleihung des Ritterkreuzes des Eisernen Kreuzes und am 1. Januar 1943 die Beförderung zum Generalmajor. Von Ende Januar 1943 bis Juli 1944 war er Generalstabschef der Heeresgruppe Nord. Er wurde am 1. September 1943 zum Generalleutnant befördert.
Im September 1944 wurde er Kommandeur der 570. (später umbenannt in 337.) Volksgrenadier-Division. Anschließend wurde er im März 1945 Generalstabschef der Heeresgruppe Weichsel und kurz darauf zum General der Infanterie befördert.
Am 22. April 1945 erfolgte die Ernennung zum Generalstabschef des Führungsstabes Nord von Karl Dönitz. Als solcher gehörte er zu der Delegation unter Generaladmiral von Friedeburg, die sich am 3. Mai bei Wendisch Evern zu Kapitulationsverhandlungen mit Feldmarschall Montgomery traf. Nach der deutschen Gesamtkapitulation wurde Kinzel Chef des Verbindungsstabes zu Montgomerys 21. Heeresgruppe. Auch nach der Verhaftung der Regierung Dönitz am 23. Mai war er mit diesem Stab noch mit Abwicklungsarbeiten beschäftigt. Ende Juni wurde Kinzel jedoch von seinen britischen Vorgesetzten mitgeteilt, dass seine Arbeit nunmehr erledigt sei und er mit der baldigen Überstellung in die Kriegsgefangenschaft rechnen müsse. Daraufhin beschlossen der General und seine Geliebte Erika von Aschhoff, die ihn als Schreibkraft nach Schleswig-Holstein begleitet hatte, sich angesichts ihrer bevorstehenden Trennung das Leben zu nehmen und begingen am 25. Juni am Ufer des Langsees zwischen Idstedt und Süderfahrenstedt Selbstmord. In einem Abschiedsbrief an seinen Bruder, den Vizeadmiral Walther Kinzel, regelte er seine Hinterlassenschaften.